# 메이슨 버저
메이슨 버저(Mason Verger)는 토머스 해리스의 1999년 소설 《한니발》의 등장인물이자 메인 악역이다. 2001년 개봉된 영화 《한니발》에서는 게리 올드만이 연기했다.

## 배경 설정
메이슨은 볼티모어의 축산업 재벌이자 정치계에도 연줄이 있는 버저 가문의 장남이다. 10대 시절 쌍둥이 여동생인 마르고트 버저를 강간했다. 마르고트는 그 트라우마를 치료하기 위해 한니발 렉터에게 정신과 상담을 받고, 렉터는 그녀에게 오빠를 죽이면 카타르시스를 얻을 수 있을 것이라고 말한다. 어른이 된 버저는 질식성애증, 동물가학증, 아동 성학대 등의 성도착 증세를 보인다.
1980년, 메이슨은 수 차례의 아동 성폭행에 대하여 유죄를 선고받았으나, 가문의 빽으로 처벌은 사회봉사 및 정신과 치료로 끝난다. 이때 렉터가 메이슨을 정신과 의사로서 담당하게 된다. 렉터는 메이슨에게 펜시클리딘을 먹인 뒤 자기 자신의 얼굴을 칼로 찢어내라는 암시를 한다. 메이슨은 이에 따르고, 자기 얼굴 살을 개에게 먹인다. 그 뒤 렉터는 메이슨의 목을 꺾어 버린다. 메이슨은 목숨은 건졌으나 입술, 코, 뺨, 눈꺼풀, 왼쪽 눈이 날아가 버렸고, 목 아래를 움직일 수 없는 식물인간이 된다. 얼마 뒤 렉터는 연쇄 살인 혐의로 체포되고, 메이슨은 가문의 힘을 사용해 렉터에게 사형 선고를 내리려고 했으나 렉터는 정신병자라는 이유로 감호소에 들어간다. 메이슨은 분노해서 렉터에게 복수할 계획을 세우기 시작한다.
몸이 만신창이가 된 메이슨은 방 밖으로 나가지 않는 은둔자가 된다. 그와 접촉하는 사람은 주치의 코델 도믈링과 여동생 마르고트 뿐이다. 마르고트는 오빠를 경멸하지만, 오빠의 정액을 얻어내서 자신의 레즈비언 파트너 주디를 임신시켜 유산을 차지할 속셈으로 계속 메이슨의 곁에 붙어 있는다.

## 한니발
《양들의 침묵》에서 한니발이 탈옥하고 10년 뒤, 메이슨은 과거 렉터가 수감된 감호소에서 일했던 바니 매튜스에게 돈을 주고 정보를 산다. 이탈리아 피렌체의 형사 리날도 파치가 렉터를 알아보고 현상금을 탈 생각으로 메이슨에게 연락한다. 메이슨은 미국 법무부의 폴 크렌들러에게 뇌물을 줘서 렉터가 사랑하는 클라리스 스탈링을 괴롭히게 함으로써 렉터가 밖으로 나오게 만든다. 메이슨은 사르데냐 갱스터들을 고용해서 렉터를 납치하라고 지시하고, 파치에게 그들을 렉터에게 안내하라고 한다. 하지만 메이슨의 계획을 안 렉터는 파치를 살해하고 피렌체를 탈출, 미국으로 날아간다.
메이슨의 부하들은 렉터와 스탈링을 붙잡게 되고, 메이슨은 렉터를 식인 멧돼지에게 산 채로 먹여서 오랜 숙원이던 복수를 하려고 한다. 하지만 렉터는 포박을 풀고 도망치고, 마르고트에게 오빠를 죽인 다음 자기에게 뒤집어 씌우라고 설득한다. 이에 넘어간 마르고트는 메이슨의 입 속에 애완용 곰치를 쑤셔넣어 그를 질식시키고, 죽어가는 메이슨의 항문에 소몰이 막대를 찔러넣어 정액을 받아낸다.